# Angel Hsu

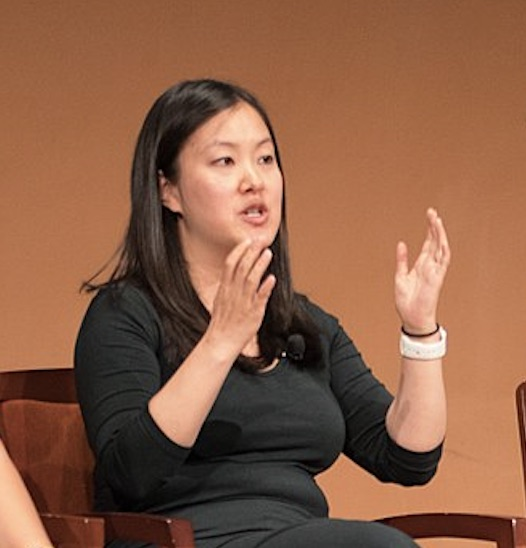

Angel Hsu (* 23. Februar 1983) ist eine US-amerikanische Klimawissenschaftlerin. Sie ist am Yale-NUS College tätig.

## Leben
Hsu besitzt Bachelorabschlüsse in Biologie und Politikwissenschaft von der Wake Forest University, einen Masterabschluss in Umweltpolitik von der University of Cambridge und einen Promotionsabschluss in Forstwirtschaft und Umweltstudien von der Yale University.
Hsu ist seit dem 29. Mai 2016 mit Carlin Rosengarten verheiratet.

## Wirken
Hsus Forschung befasst sich mit umweltpolitischer Entscheidungsfindung.
Hsu ist eine der Verfasserinnen des fünften Kapitels über die Rolle nichtstaatlicher und subnationaler Akteure im Emissions Gap Report 2018.

## Veröffentlichungen (Auswahl)
- Angel Hsu, Andrew S. Moffat, Amy J. Weinfurter und Jason D. Schwartz: Towards a New Climate Diplomacy. In: Nature Climate Change. Band 5, 2015, S. 501–503, doi:10.1038/nclimate2594
- Angel Hsu, Yaping Cheng, Amy J. Weinfurter, Kaiyang Xu und Cameron Yick: Track climate pledges of cities and companies. In: Nature. Band 532, Nr. 7599, 2016, S. 303–306, doi:10.1038/532303a
- Angel Hsu, Amy J. Weinfurter und Kaiyang Xu: Aligning subnational climate actions for the new post-Paris climate regime. In: Climatic Change. Band 142, Nr. 3, 2017, S. 419–432, doi:10.1007/s10584-017-1957-5